# 欧根·西格
欧根·西格（德語：Eugen Sigg，1898年—1974年），瑞士男子赛艇运动员。他曾代表瑞士参加1924年夏季奥林匹克运动会赛艇比赛，获得男子四人单桨有舵手金牌和男子四人单桨无舵手铜牌。